# 黄金蒿
黄金蒿（学名：Artemisia aurata）是菊科蒿属的植物。分布在朝鲜、日本、俄罗斯以及中国大陆的辽宁、吉林、黑龙江等地，生长于海拔700米至800米的地区，一般生于中或低海拔地区的石质山坡上，目前尚未由人工引种栽培。